# Budapest közvilágítása

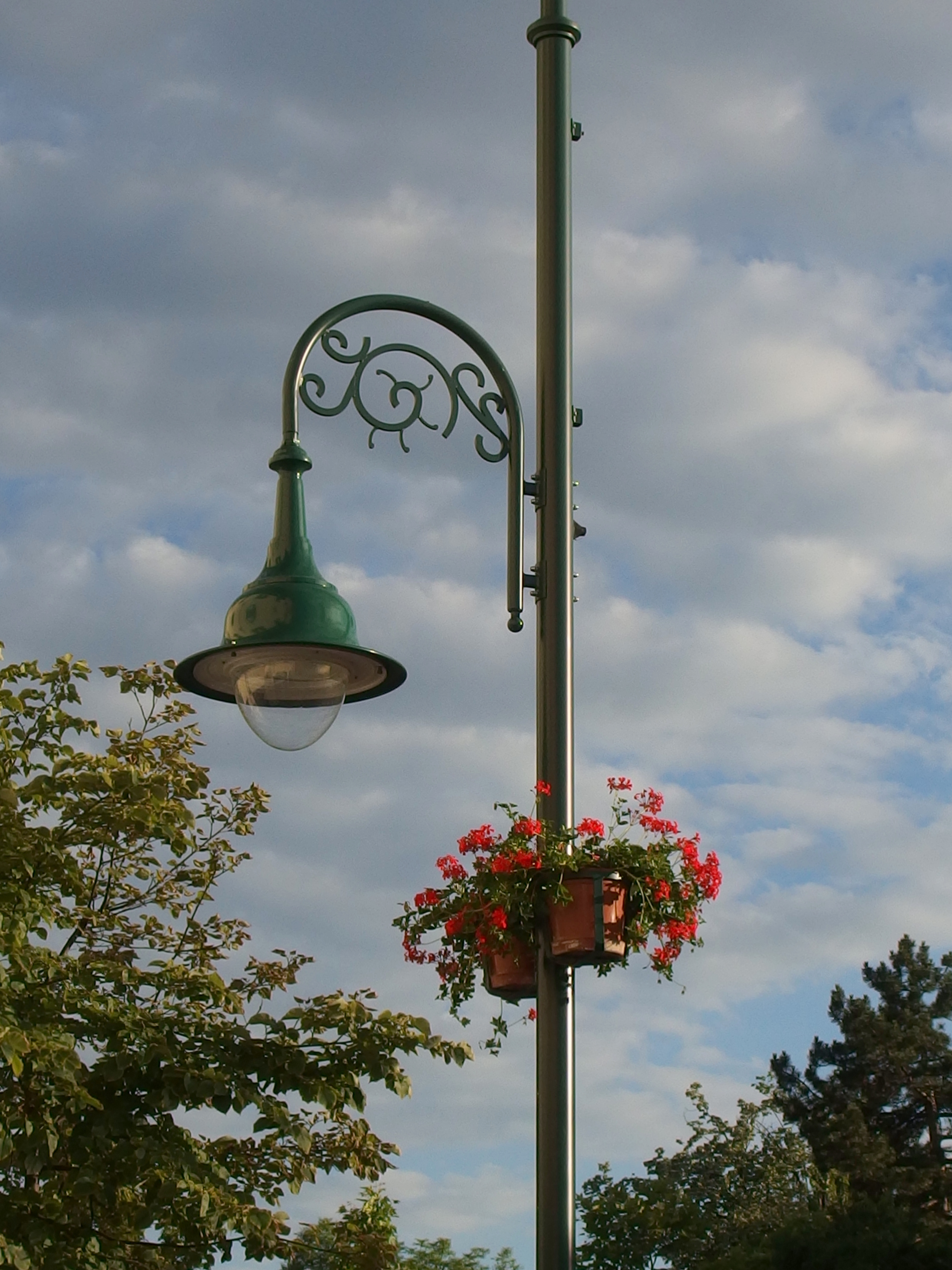
Régies hangulatú modern utcai lámpa

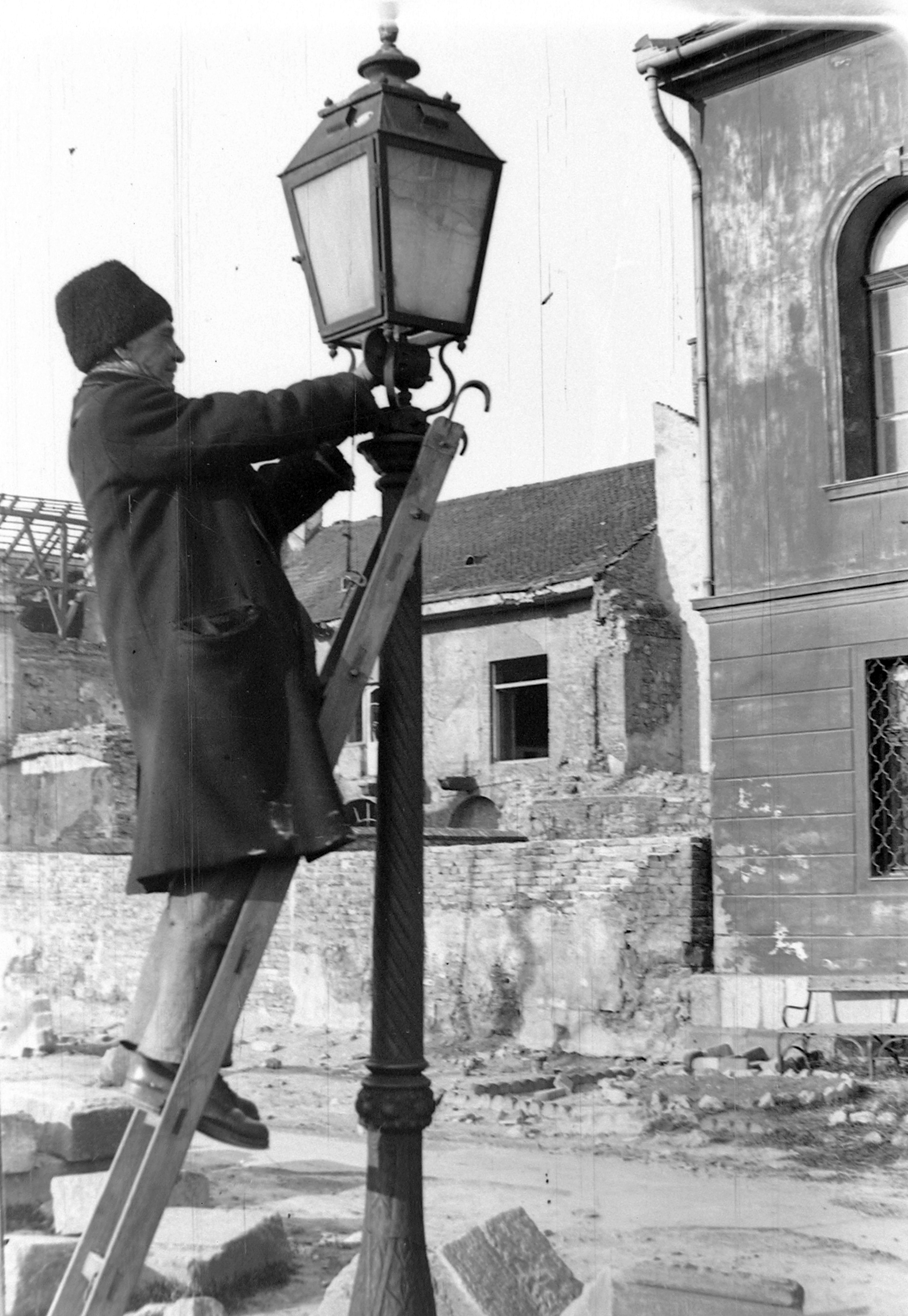
Gázlámpa a Tóth Árpád sétányon, 1960

Budapest közvilágításának története a 18. századra nyúlik vissza. Kezdetben olajlámpásokat használtak a főbb csomópontokon és a közbiztonság szempontjából fontosnak ítélt helyeken, majd az olajlámpásokat fokozatosan lecserélték, a kor igényének és technikai fejlődésének megfelelő ütemben, korszerűbb eszközökre: gázlámpákra majd elektromos izzókra. Budapest ezen a téren a kezdeti elmaradások után nagyjából lépést tudott tartani a fejlődéssel, bár voltak időszakok, amikor rossz döntések vagy az anyagi háttér hiánya késleltette egy-egy újdonság bevezetését.

## A közvilágítás története
A közvilágítás csupán pár száz éve létező fogalom. Kezdetben éghető anyagokat használtak nem csak kültéri, de beltéri világításra is: zsír- és olajlámpákat, fáklyát, tűzikosarat vagy viaszgyertyát. A kültéri világításnak kezdetben csupán közbiztonsági szerepe volt, a személyek és a közlekedés biztonságát volt hivatva szolgálni. Éppen ezért először csupán a kapuk mellett, hidaknál, árkádoknál, útelágazásoknál és egyéb veszélyesnek ítélt helyeken alkalmaztak kezdetleges világító eszközöket. Ezek azonban csupán egyedi megoldások voltak mindaddig, míg az egyes településeken – így Budapesten is – ki nem alakult a szervezett közvilágítás.
A közvilágítást az különbözteti meg az egyedi megoldásoktól, hogy a szolgáltatásnak van megrendelője és szerződött vállalkozója, a feltételeket szerződésben rögzítik, amiben kitérnek a legfontosabb jellemzőkre, így például a világítás időtartamára, az elvárt fényminőségre, a karbantartásra, a díjfizetésre és a szankciókra. Közvilágítás csak ott alakulhat ki, ahol van erre igény, és ahol fizetőképes kereslet is van rá. Ha ezek rendelkezésre állnak, akkor kerülhet sor az eszköz kiválasztására.
A közvilágítás kezdetben szilárd éghető anyagokkal valósult meg, majd az olajtermékek, a világítógáz alkalmazása következett, végül az elektromos fények használata terjedt el. A villamosságot felhasználó eszközök skálája is széles. Kezdetben ívfény, majd izzólámpák adták a fényt, míg manapság az úgynevezett gázkisülő lámpákat használják, ide tartoznak a fénycsövek, higanylámpák, sárga fényű nátrium- vagy halogénlámpák.
A fényforrásokat a lámpatestek óvják meg az időjárás viszontagságaitól. Ezek további feladata az, hogy a fényt összefogják, és úgy irányítsák, hogy az úttestet minél erősebben és egyenletesebben világítsa be. Ezt úgy érik el, hogy a lámpatestbe tükröket és optikai rendszereket építenek be. Ezzel egy időben fontos a lámpatestek formája is, a városkép esztétikai megjelenése miatt.
A lámpákat megfelelő helyre, tartószerkezetekre kell elhelyezni. Ezek története is igen régre nyúlik vissza, mivel lámpatartóról már a Bibliában is említés történik. A tartók lehetnek maguk az épületfalak, azokra szerelt karok, kifeszített sodronyok vagy önálló oszlopok. Ez utóbbiak díszes változatait hívják kandelábereknek.

## A budapesti közvilágítás kezdetei
Az első rendszeres, mai értelemben vett közvilágítást Párizsban telepítették 1558-ban, szurkos serpenyők formájában. Az olajlámpák 1569-ben jelentek meg, előbb falikarokon, majd önállóan álló faoszlopokon. A párizsi eredményekhez képest a mai Budapest területén alapos volt a lemaradás. Buda városának magisztrátusa 1715-ben azt a rendeletet hozta a közbiztonság javítása érdekében, hogy napnyugta utána tilos volt gyertya vagy lámpás nélkül az utcán tartózkodni. Ekkor kezdődött a lámpahordozó, mint foglalkozás kialakulása.
Budán 1777. november 9-étől indult meg a fény rendszeres szolgáltatása, ekkor repceolaj-lámpásokat helyeztek ki. Pesten 1790. január 1-jén gyulladt ki a bádogos céh által készített 300 olajlámpa. Ezek eleinte három- majd négyoldalas üvegtestek voltak, bádogkalappal, ami megkönnyítette a kezelésüket. Ezeket a lámpásokat közvetlenül a házfalra, vagy alacsony faoszlopokra helyezték őket díszes lámpakarral, amit lámpavasnak hívtak. Újabb foglalkozás alakult ki: a létráját vállán cipelő lámpagyújtogatóé. A szolgáltatásra Lechner Ferenccel kötöttek 10 éves szerződést. Neki már volt tapasztalata a bécsi közvilágítás terén. A megkötött megállapodásban az állt, hogy a világítást naponta alkonyattól éjfélig kell biztosítani, kivéve a rendőrposztok előtt álló lámpáknál, mivel azoknak hajnalig kellett világítaniuk. A farsangi időszakban minden lámpának hajnalig kellett égnie. A pesti közvilágítás indulásakor a költségekre különadókat vetettek ki, ingatlan- és boradó formájában.
A technikai tökéletesítésen is folyamatosan dolgoztak. A kanócot felváltotta a lapos bél (a francia Leger találmánya nyomán), a svájci Argand pedig feltalálta a körégőt, amivel a hatásosságot javította, amit egy üvegbúrás cilinder tett még jobbá. Mindezek ellenére a korai lámpák fényereje messze elmaradt a maiakéitól. Ezt az is bizonyítja, hogy a vállalkozóval kötött szerződésekben benne állt, hogy a holdtölte-közeli napokban, derült idő esetén a közvilágítást nem kell működtetni.

## 19. század
Az olajlámpások után a 19. században jelent meg újdonságként a világítógáz. A kezdeti kísérletek és bemutatók meggyőzték a városvezetőket arról, hogy bevezessék az új világítási módot. Európa nagyvárosaiban egymás után létesültek a gázlámpás, úgynevezett légszeszrendszerek. Az első ilyen lámpa Tehel Lajos gázlámpája volt a Nemzeti Múzeum falán 1816-ban.
1844-ben utcai próbavilágítást mutattak be Pesten, de a megvalósítására nem került sor, mivel az üzemeltetés költsége a háromszorása rúgott a korábbi rendszerének. A világítógáz közcélú alkalmazására csak 1856. december 21-én került először sor, amikor a Kerepesi úton (ma Rákóczi út) először gyulladtak fel a gázlámpák. A rendszer sokkal korszerűbb volt az olajlámpás rendszernél. Bár a kiépítendő vezetékhálózat drága volt, az energiahordozó anyagot nem kellett kézzel utántölteni, viszont a lámpák ki- és bekapcsolását továbbra is egyenként kellett elvégezni, és a lámpákat tisztítani is kellett, bár nem túl gyakran.
Az égők módosításával egyre jobban világító lángformákat lehetett létrehozni. Az 1800-as évek végén az utcák világítására már pályázatot (korabeli nevén „nyilvános árlejtést”) írtak ki, és ismert volt a be- és kikapcsolást meghatározó, napjainkban is alkalmazott világítási naptár. Viszont az olajlámpások még továbbra is működtek, 1896-ban 2565 darab égett belőlük a fővárosban. Gázlámpából csak abban az évben mintegy 10 000 darab világított, de már ekkor kezdett megjelenni az új fényforrás, a villamosenergia.
A 19. század végére került sor a villamosenergia széles körű gyakorlati alkalmazására, ekkor váltak használhatóvá a villamos ívlámpák és az izzólámpák, de ezek mellett szükség volt dinamóra, azaz az energia ipari léptékű előállítására és transzformátorra (átalakítóra) is. Az első utcai villamos közvilágítást 1881-ben kezdték alkalmazni a New York-i Broadway-en, ahol Brush-féle ívlámpákkal világítottak. Európában egy évvel később, Nürnbergben és Berlinben jelent meg az újdonság.

## 20. század
A mai ELMŰ jogelődjei, a Magyar Villamossági Rt. és a Budapesti Általános Villamossági Rt. (BÁV), mint két egymással vetélkedő cég indította meg 1893-ban az áramszolgáltatást Budapesten, de a villamos közvilágítás csak 1909-től működött a fővárosban. Ebben még Temesvár és Mátészalka is megelőzte a fővárost. A késlekedésnek az volt az oka, hogy egyrészt jogi akadályok merültek fel, mivel rossz szerződéseket kötött a város az áramszolgáltatókkal, másrészt a villanylámpák üzemeltetése többe került, mint a gázlámpáké.
A villanyvilágítás bevezetésére így csak a BÁV saját költségén szervezett mintavilágítás jó eredményei révén kerülhetett sor. A Rákóczi úton, a Kis- és Nagykörút között 38 próbalámpát állítottak fel 1909 áprilisában. A fényt Siemens gyártmányú, 37 voltos egyenáramú ívlámpák sugározták 9 méter magas öntöttvas díszítésű Oetl kandeláberekről. A lámpákat hármasával kötötték rá az akkori 110 voltos villamos hálózatra, és naponta kézzel kapcsolták őket be és ki, mint a gázlámpákat. A lámpák 8 lux értékű megvilágítást adtak, amik ma is elfogadhatók lennének, így a lakosság körében is nagy tetszést arattak.
A mintavilágítás sikere után 1910-11 során a főváros megbízásából több főútvonalon, így például az Andrássy úton és a Nagykörúton is kiépítették a villanyvilágítást. A lámpák legtöbbször magyar – Ganz – gyártmányúak voltak, már váltakozó árammal működtek.

### Azelső világháborúután
A külterületeken az elektromos szabadvezetékeket és a kiépült villamosvasúti hálózat felsővezetékét tartó oszlopokat kezdték el közvilágítási célra is használni. Ezek többnyire egyszerű bádogtányéros lámpatestekből álltak, bennük eleinte 60, később 75 watt teljesítményű izzólámpák világítottak, a hálózattól függően 110 vagy 220 volt feszültségen üzemeltek. A belvárosban ekkoriban terjedtek az utcák közepére, keresztsodronyok segítségével befüggesztett világítótestek, amelyekben már üvegbúra védte az időjárás viszontagságaitól a 200-300 watt teljesítményű izzókat. A keresztsodronyokat a házak homlokzatára vagy a felsővezeték-tartó oszlopokra rögzítették (például a Váci úton). A parkok térvilágítására iparművészeti szempontból értékes kandeláberek sora készült. 1931-ben kezdett kiépülni a körülményessé vált egyedi, a csoportos és az időtartamos kapcsolást felváltó központi szabályozás rendszere. A gáz- és elektromos üzemű lámpák vegyes üzeme meghibásodás esetén kiegészítette egymást. A hidak közül elsőként a Lánchíd kapott díszkivilágítást 1937-ben.

### Amásodik világháborúután
Budapest ostroma során az addigra kiépült összesen 27 700 darab lámpa 40 százaléka semmisült meg, és a maradék is drasztikusan megrongálódott. A helyreállítás során 1945. május 12-én először a pesti oldalon a Kossuth Lajos utca és Rákóczi út tengelyen, majd június 28-án a Budai Váralagútban gyulladtak ki újra a közvilágítás fényei. Az egész rendszer rekonstrukciója 1949-re készült el.

### Beköszönt a fénycső és a higanylámpák korszaka
1956-ban az újlipótvárosi Tisza utcában kísérleti céllal felszerelt fénycső üzemű lámpatestekkel vette kezdetét az 1950-ben kibővült Nagy-Budapest megnövekedett forgalmához szükséges korszerűsítés. A fénycső fényhasznosítása háromszorosan, élettartama pedig négyszeresen haladja meg a volfrámszálas izzólámpáét. Alkalmazásukkal azonos fogyasztás mellett nagyobb fényerőt sikerült elérni. A nagyobb tereken az egy- vagy többágú oszlopkaros, továbbá az önálló lámpaoszlopos, kandeláberes lámpatesteket cserélték fénycsövesre. Az Engels téren (ma Erzsébet tér) és a Gorkij fasorban (ma Városligeti fasor) a meglévő lámpaoszlopok armatúráit cserélték ki fénycsöves üzeműre. A Nagykörút pesti szakaszát – eleinte teljesen, a hetvenes évek végétől már csak a Podmaniczky és a Práter utca között – szegélyező, modern ostornyeles kandelábersor 1958–1959 között készült el.
A fénycső mellett hamar megjelentek az izzólámpához képest kétszer-háromszorosan hatékonyabb higanylámpa technológiájára alapuló lámpatestek. Nagy előnyük, hogy elfértek az hagyományos izzókra méretezett lámpatestekben. 1961-ben kezdték el először alkalmazni. Az 1964-ben átadott új Erzsébet híd egyedi kandeláberen már higanylámpák világítottak. Elterjedésük zömmel az 1964-től kezdve kiépülő metróaluljárók mellett a vasútállomások, buszpályaudvarok belső tereibe szorította vissza a fénycső használatát. A Rákóczi út Erzsébet hídtól Keleti pályaudvarig tartó „fénytengelyének” nagy teljesítményű ívelt acéloszlopos kandelábersora is ekkoriban épült ki. Az Erzsébet híd hídfőinél, az Astoriánál, az Erzsébet téri parkolóban (ott 30 méter magas), valamint a Blaha Lujza téren felállított 18 méter magas oszlopok jellegzetes UFO alakú tetői alatt elhelyezett fényvetők mindegyikébe már négy darab 400 W-os és négy darab 1 kW teljesítményű higanylámpát csavartak be.

### A hetvenes évek a funkcionalitás jegyében, a nátriumlámpák sárgás fényében
A higanylámpákat követően egyéb nemesgázok mellett a xenon technológiájával is folytak kísérletek. Az Erzsébet téri fényvetők lámpaházaiba csavartak be halogén izzókat, amelyeket később fémhalogénekre cseréltek. A kisnyomású nátriumlámpákkal folytatott próbálkozások a rossz színvisszaadásuk miatt kudarcba fulladtak. A nagynyomású változattal már sokkal kedvezőbb tapasztalatok születtek. Ezeket először 1972-ben, az Alkotmány utca lámpatesteibe szerelték be. Másodszorra a Lánchíd és az Alagút kapott sárgás fényű nátriummegvilágítást. (Utóbbiban napközben kisebb teljesítményre kapcsoltak a reflektorok.) 1974-től a fővárosba bevezető forgalmas főútvonalak (például Szentendrei út, Budaörsi út és Soroksári út) az irányonként többsávosra történő kiszélesítéssel párhuzamosan egyúttal korszerű nátriumvilágítást is kaptak. A fényforrásokat befogadó, alumíniumból készült robusztus világítótesteknél a funkcionalitáson kívül a könnyű karbantarthatóság és a tartósság volt az elsőrendű szempont, az esztétikum látványosan háttérbe szorult. (Többek között EKA, VBKM és Ravill nevű ormótlan dobozok terjedtek el tömegesen az országban, amelyeket az 1888-ban alapított Elektromos Készülékek- és Anyagok Gyára, valamint az 1964-ben nyolc üzemből megalakult Villamos Berendezés és Készülék Művek gyártott.) Miközben a belvárosban megmaradt régi díszes kandelábereket sorra bontották el, a fővárosi közúthálózat szabványosított megvilágításának eredményeként a külvárosokban tucatjával épülő lakótelepeken az acéloszlopok mellett megjelentek az alumínium anyagú és a feszített vasbeton oszlopok is. A Duna rakpartjain a partfalak mellvédjeire szerelt füzérszerű lámpasor azóta minden éjszaka szépen kiemeli a folyam íveit.

### A energiahatékonyság és a historizmus jelentősége a nyolcvanas-kilencvenes években
Ráday Mihály emlékezetes városvédő műsora volt a Magyar Televízióban 1979–2010 között sugárzott Unokáink sem fogják látni…, amely a nyolcvanas években komoly mozgalmat indított el. A hatására számos századfordulós és második világháború előtt készült míves öntöttvas kandeláber menekült meg az enyészettől. Ennek egyik látványos eredményeként első körben az Andrássy út Kodály körönd és Hősök tere közötti szakaszán a fasor felújításával együtt 1989–1990 között tértek vissza a korhű, historizáló kandeláberek. A Budai Várnegyed műemléki környezetében is jól mutatnak az ekkoriban felszerelt, a városképbe harmonikusan illeszkedő kovácsoltvas lámpaoszlopok és falikarok.
Az elöregedett és nagy fogyasztású higanygőzlámpákat a kilencvenes években kezdte el lecserélni az Elektromos Művek, amely programmal a fővárosnak 15 százalékos fogyasztáscsökkenést sikerült elérnie. Ez esetben is a forgalmas csomópontoknál és gyalogátkelőhelyeknél kezdődött a munka. (A belvárosban konkrétan a Szent István körúton a Jászai Mari térnél. A nyolcvanas évek végétől a hazánkban a Tungsram által gyártott, tetszetősebb Schréder Z típusú lámpatestek felhelyezésével már elkezdődött az áttérés a nátriumlámpás rendszerre.) A projekt 2004-ben fejeződött be.

## Az ezredfordulótól napjainkig
A főváros közterületeinek közvilágításának és a műemlék épületek díszvilágításának üzemeltetését a Budapesti Elektromos Művektől 2001-ben vette át a Budapesti Dísz- és Közvilágítási Kft. (rövidítve: BDK).
Ekkortól kezdve a parkokban és a kiemeltebb kertvárosi, hegyvidéki sétányokon jelentek meg a higanylámpák gomba alakú armatúráinak helyére felszerelt kompakt fénycsöves fényforrású lámpatestek.
A 2005-ben átadott Művészetek Palotája közismert esti attrakciója a 2013-2014 között felszerelt LED-technológiájú színváltós díszkivilágítás. A főútvonalak közül elsőként 2014-ben az Árpád fejedelem útja Margit híd és Zsigmond tér közötti szakasza kapott korszerű LED világítást. (Az elterjedésével párhuzamosan a beruházási költségük folyamatosan csökken, energiahatékonyak, tartósak és sokoldalúan felhasználhatók.) A műemlék épületek és hidak díszkivilágításának, továbbá a főútvonalak fényeinek korszerűsítésével évente közel 20-80 millió forintot takarít meg a főváros. A budapesti hidak között az egyik legismertebb példa a LED fényforrások felszerelésére az ugyanebben az évben, a Rákóczi híd pilonjain a 20 év alatt lepergett foncsoros fényvető tükrök átalakítása volt LED reflektorosra. 2023-ban a 183 ezer darab lámpatestet számláló állományból 110 ezer darab korszerűbbre és energiahatékonyabbra cserélését tervezte a főváros és a kerületek vezetése.